# Nakapanya
Nakapanya è una circoscrizione rurale (rural ward) della Tanzania situata nel distretto di Tunduru, Regione del Ruvuma. Conta una popolazione di 14 402 abitanti (censimento 2012).